# Charlie Chan's Greatest Case
Charlie Chan's Greatest Case è un film del 1933 diretto da Hamilton MacFadden, con il personaggio di Charlie Chan, ispettore cinese della polizia di Honolulu, interpretato dall'attore di origine svedese Warner Oland. Tutte le copie del film sono andate perdute.

## Trama
A Honolulu, viene trovato ucciso Dan Winterslip. L'uomo, in disaccordo con il fratello Amos, aveva una relazione con Arlene Compton. Incaricato delle indagini, arriva Charlie Chan. I principali sospettati sono i componenti della famiglia Winterslip, Arlene e John Eagan. A Honolulu sono giunti anche Barbara, la figlia del morto, insieme al fidanzato, l'avvocato Harry Jennison. Si scopre il corpo di un'altra vittima, quello di Amos Winterslip.
Al centro dell'ingarbugliata vicenda una scatola dal contenuto misterioso. Si viene a scoprire che Dan, molti anni prima, aveva rubato dei gioielli al padre di Brade, uno degli ospiti dell'albergo. Quel furto ha provocato una serie di conseguenze, tra cui anche alcune minacce di ricatto ai danni di Dan. Chan accusa degli omicidi un altro ospite, Berkeley, che tenta di fuggire ma viene bloccato da Jennison, l'avvocato. Quest'ultimo usa una presa che provoca a Berkeley lo stesso tipo di ferita riscontrato sul corpo di Dan. Chan adesso ha le prove per accusare il vero assassino, Jennison. Berkeley, in realtà, era stato incaricato di sostenere quel ruolo solo per incastrare l'omicida.

## Produzione
Il film fu prodotto dalla Fox Film Corporation.

## Distribuzione
Distribuito dalla Fox Film Corporation, uscì nelle sale cinematografiche USA il 15 settembre 1933. Nel 1935, ne venne fatta una riedizione distribuita dalla Twentieth Century Fox Film Corporation.